# Музыка в ожидании
«Музыка в ожидании» (исп. Música en espera) — аргентинская романтическая комедия 2009 года. В главных ролях — Наталия Орейро и Диего Перетти.

## Сюжет
Езекиль должен сочинить музыку для нового фильма, но вдохновение не приходит к нему. Он должен найти его и придумать, как оплатить задолженность банковского кредита. Отчаявшись, он звонит в банк, где работает Паула — ассистентка управляющего, беременная, в преддверии родов. Она оставляет его на линии и музыка, которую он слушает, пока ждёт обслуживания, — идеальная, та мелодия, которую он искал для фильма, но она теряется во внутренней паутине, и он не может вернуть её.
Она — заместитель управляющего банком — ждёт свою мать, которая должна приехать из Испании на роды и узнать отца ребёнка. Но есть одна трудность — пары у Паулы нет. Езекиль обращается к Пауле с просьбой найти ту музыку. Превосходная возможность представить матери фиктивного возлюбленного до тех пор, пока она не уедет обратно в Испанию.

## В ролях
| Актёр                | Роль         |
| -------------------- | ------------ |
| Наталия Орейро       | Паула Отеро  |
| Диего Перетти        | Езекиль Фонт |
| Норма Алеандро       | мать Паулы   |
| Карлос Бермехо       | Голдберг     |
| Рафаэль Ферро        | Николас      |
| Пилар Гамбоа         | Вивиана      |
| Алехандро Хенер      | Мендисабаль  |
| Рафаэль Спрегельбурд | Акоста       |